# المعهد العالي للإعلامية بالمنار
المعهد العالي للإعلامية هو مدرسة للتعليم العالي، يقع بمدينة أريانة وينتمي إلى جامعة تونس المنار. أنشأ بمقتضى الأمر عدد 1912 المؤرخ في 14 أغسطس 2001.